# Gunnar Jervill
Gunnar Jervill, född 23 november 1945 i Göteborg, är en svensk idrottare som tog silver i bågskytte vid olympiska sommarspelen 1972.